# Hammarby Fotboll (femenino)
El Hammarby IF Fotbollförening, más conocido como Hammarby IF, Hammarby Fotboll o simplemente Hammarby, es un club de fútbol femenino sueco con sede en Estocolmo. Fue fundado en 1970 como la sección de fútbol femenino del club multideportivo Hammarby IF. Juega en la Damallsvenskan, máxima categoría del fútbol femenino en Suecia y hace de local en el Hammarby IP y, ocasionalmente, en el Tele2 Arena.
El club es la sección femenina del Hammarby Fotboll, equipo masculino que compite en la Allsvenskan.

## Jugadoras

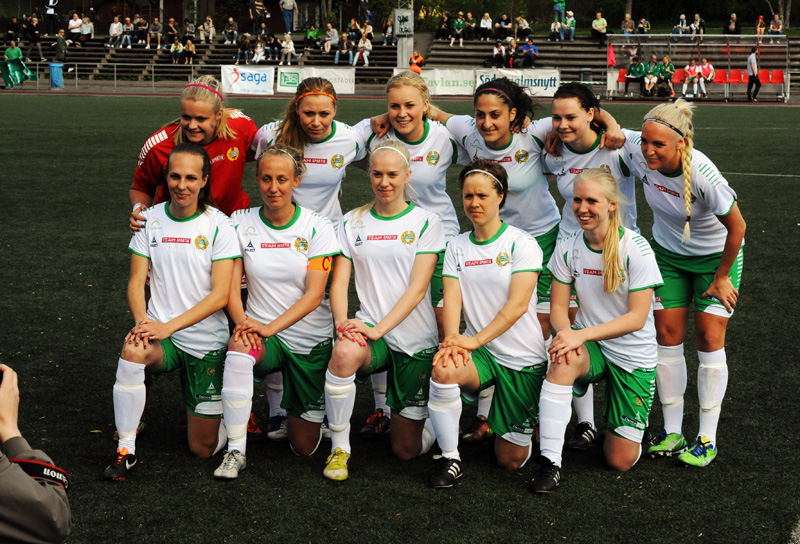
El equipo en 2013.

## Palmarés
| Competición nacional          | Títulos    | Subcampeonatos   |
| ----------------------------- | ---------- | ---------------- |
| Copa de Suecia Femenina (2/3) | 1994, 1995 | 1981, 1982, 1983 |
| Damallsvenskan (2/1)          | 1985, 2023 | 1994             |
| Elitettan (0/3)               |            | 2014, 2016, 2020 |